# Verőce (Pest)
Verőce es un pueblo húngaro perteneciente al distrito de Szob, condado de Pest.

## Superficie
Cuenta con una superficie de 20,33 km².

## Demografía
Hasta 2024 la población era de 4159 habitantes, con una densidad de población de 204,57 hab/km².
| Gráfica de evolución demográfica de Verőce entre 2020 y 2024 |
|                                                              |
| Datos según la Oficina Central de Estadística de Hungría.    |